# Palio de Legnano
Le Palio de Legnano est une manifestation folklorique annuelle qui se déroule le dernier dimanche de mai à Legnano, en Lombardie afin de commémorer la Bataille de Legnano du 29 mai 1176 qui vit les armées de la Ligue Lombarde battre celles de l'empereur d'Allemagne, Frédéric Barberousse.

## Histoire

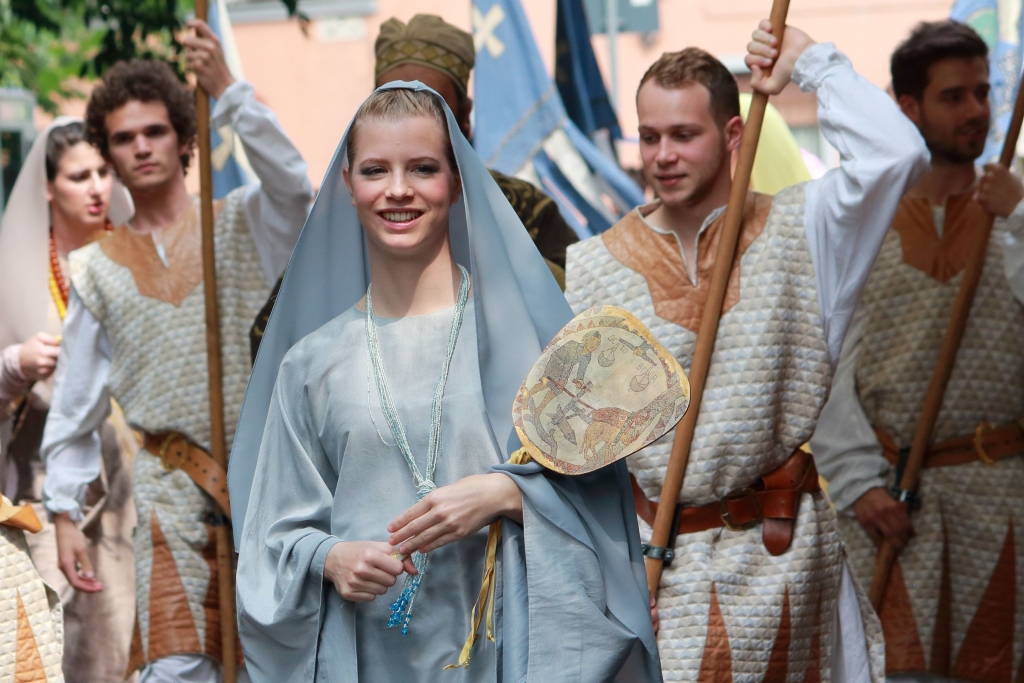
La défilé historique 2015

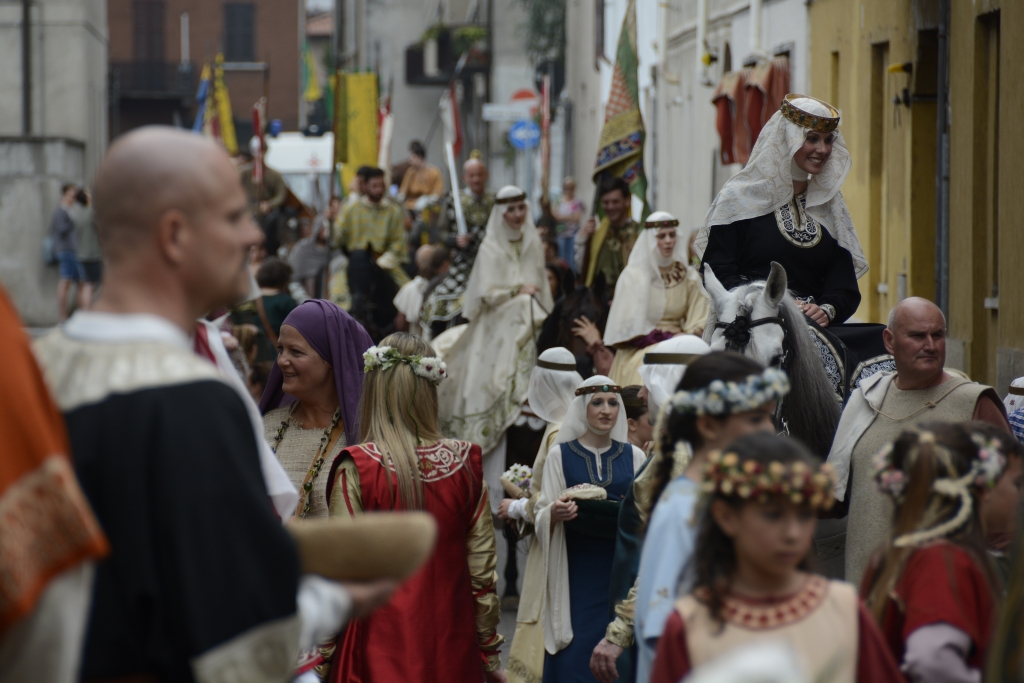
La défilé historique 2015

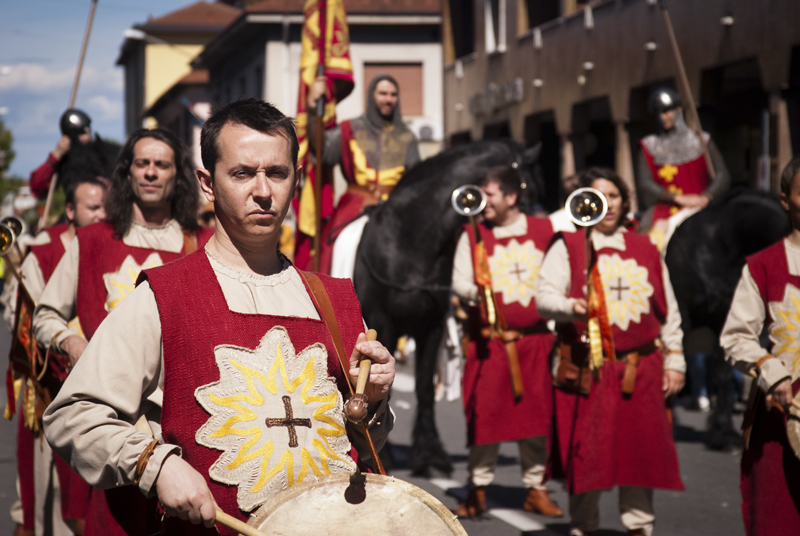
La défilé historique 2013

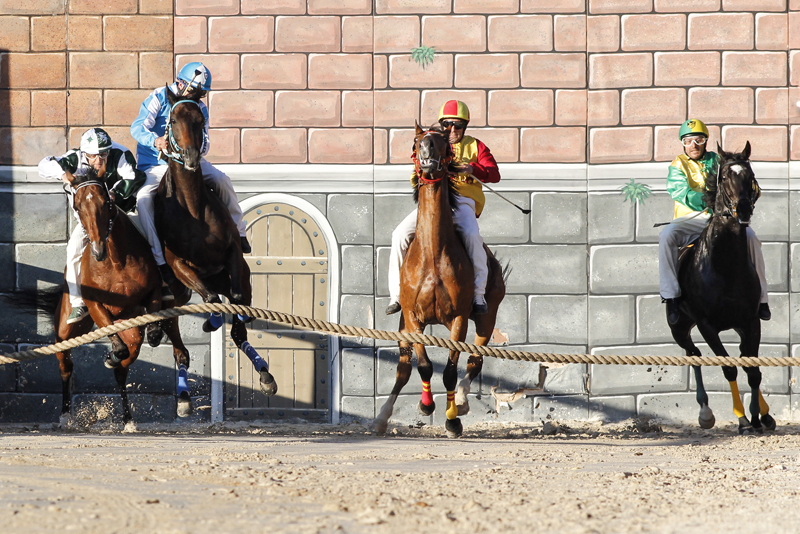
La course hippique 2013

La commémoration la plus ancienne de cette bataille remonte à l'année 1393, même si le Palio, dans sa version actuelle démarra en 1935. La fête fut interrompue en 1939 à cause de la Seconde Guerre mondiale et ne fut reprise qu'en mai 1952 à l'initiative de Giovanni Cozzi et d'un noyau de personnages en vue dans le domaine économique et de la culture locale qui se rassemblèrent dans l'association Famiglia Legnanese.
Le palio est la manifestation la plus importante de la Sagra del Carroccio.
Encore aujourd'hui, toute la gestion de l'organisation de la sagra est du domaine du conseil communal, qui a organisé un comité en collaboration avec les Capitaines des Contrades et de la Famiglia Legnanese présidé par le maire.
Avant le Palio, un défilé historique composé de 1 000 figurants en costumes médiévaux (copies conformes de ceux du XIIe siècle). 
Le moment saillant du palio est la course hippique « à cru », qui se tient le dimanche.
À cette manifestation participent les 8 quartiers (contrade) qui divisent symboliquement la ville, qui sont les suivants : 
- Contrada Flora
- Legnarello
- San Bernardino
- San Domenico
- San Magno
- San Martino
- Sant'Ambrogio
- Sant'Erasmo

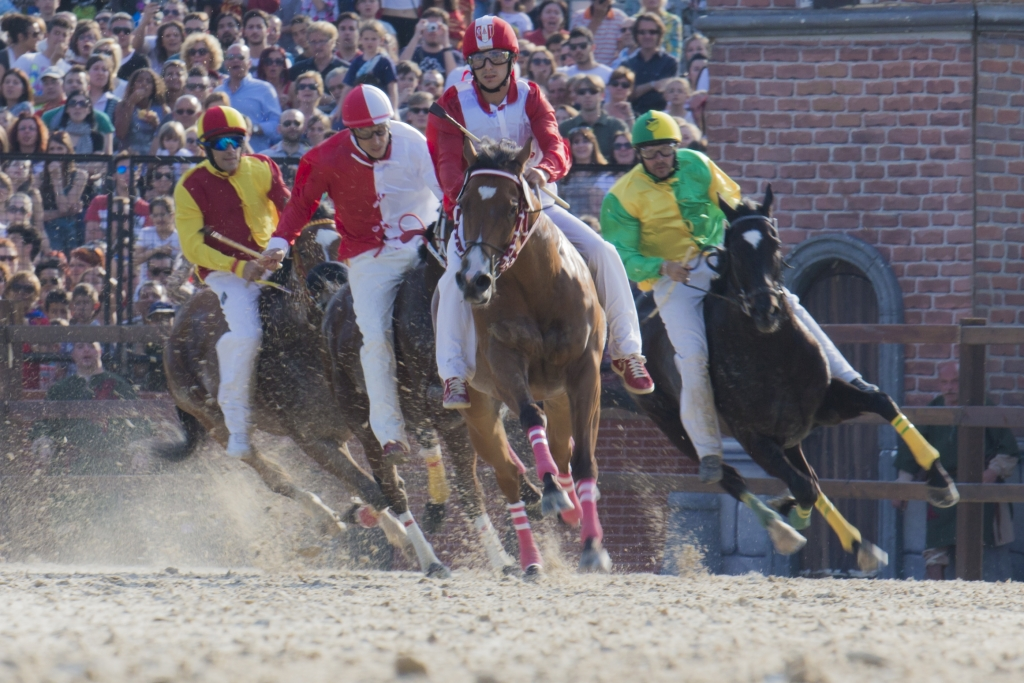
La course hippique 2014

Pendant les premières années, on trouvait aussi les contrades de Mazzafame et de l'Olmina qui ont été englobées par la suite à celles de Flora et Legnarello.
Le Palio se court sur une piste herbeuse. La composition des séries ainsi que l'ordre de placement des chevaux à la corde (Canapo) (à partir de la barrière vers l'extérieur) sont tirés au sort avant la course. Il se compose de deux batterie (séries) éliminatoires et d'une finale. Les deux séries éliminatoires de quatre contrades chacune se courent sur quatre tours d'anneau. Les deux premières de chaque série disputent la finale qui, elle, se court sur cinq tours de piste. La contrade gagnante remporte le prix : la croix de Ariberto da Intimiano. 
Le quartier vainqueur du Palio a le droit de garder la croix de Ariberto da Intimiano dans son église jusqu'à l'année suivante.

## Nombre de victoires/Contrade
- 13 -  Contrada Sant'Erasmo (1937, 1939, 1958, 1964, 1969, 1970, 1974, 1975, 1976, 1994, 1998, 2002 et 2014)
- 13 -  Contrada Legnarello (1936, 1952, 1953, 1954, 1965, 1966, 1983, 1989, 1991, 2015, 2017, 2023 et 2024)
- 12 -  Contrada San Magno (1963, 1971, 1973, 1979, 1987, 1990, 1993, 1999, 2000, 2001, 2011 et 2022)
- 9 -  Contrada San Bernardino (1956, 1959, 1961, 1978, 1980, 1982, 1985, 1995 et 2007)
- 9 -  Contrada La Flora (1938, 1960, 1997, 2005, 2008, 2009, 2010, 2018 et 2021)
- 7 -  Contrada San Domenico (1935, 1972, 1981, 1984, 1996, 2013 et 2019)
- 6 -  Contrada Sant'Ambrogio (1962, 1968, 1986, 1988, 2004 et 2012)
- 5 -  Contrada San Martino (1957, 1967, 1992, 2003 et 2016)

### Dernière victoire
- Contrada Legnarello (2024)